# Partido Havaiano Aloha Aina

Bandeira do estado americano do Havaí

O Partido Havaiano Aloha Aina (Aloha Aina Party of Hawaii) (de Aloha ʻAina, que significa amor à terra natal) é um partido político americano legalmente reconhecido no estado do Havaí, nos Estados Unidos da América, fundado pela professora de dança Vickie Holt Takamine e apoiado em seguida pelo Best Party of Hawaii, partido do ex-prefeito de Honolulu, Frank Fasi, ao qual se fundiu.